# Vichten
Vichten (en luxembourgeois : Viichten ) est une localité luxembourgeoise et le chef-lieu de la commune portant le même nom située dans le canton de Redange.

## Géographie

### Localisation
- Bissen
- Helperknapp
- Mertzig
- Useldange

### Sections de la commune
- Michelbouch
- Vichten (siège)

## Population et société

### Démographie
L'évolution du nombre d'habitants est connue à travers les recensements de la population effectués dans le pays depuis 1821. Les recensements décennaux de la population permettent de caler les chiffres sur la composition de la population par sexe, âge, nationalité et commune de résidence. Entre deux recensements, la population au 1er janvier de l’année {\displaystyle x} est évaluée en ajoutant à la population au 1er janvier de l’année {\displaystyle x-1} les soldes naturel (naissances {\displaystyle -} décès) et migratoire (arrivées {\displaystyle -} départs) de l'année. La même méthode est appliquée pour la répartition par âge au 1er janvier et les effectifs totaux par nationalité. Depuis le 1er septembre 2023, le Luxembourg dénombre 100 communes.
Au 1er janvier 2024, la commune comptait 1 422 habitants.
| 1821 | 1851 | 1871 | 1880 | 1890 | 1900 | 1910 | 1922 | 1930 |
| ---- | ---- | ---- | ---- | ---- | ---- | ---- | ---- | ---- |
| 444  | 769  | 801  | 738  | 688  | 685  | 708  | 669  | 585  |

| 1935 | 1947 | 1960 | 1970 | 1978 | 1979 | 1981 | 1983 | 1984 |
| ---- | ---- | ---- | ---- | ---- | ---- | ---- | ---- | ---- |
| 512  | 493  | 488  | 512  | 572  | 568  | 574  | 610  | 600  |

| 1985 | 1986 | 1987 | 1988 | 1989 | 1990 | 1991 | 1992 | 1993 |
| ---- | ---- | ---- | ---- | ---- | ---- | ---- | ---- | ---- |
| 620  | 630  | 640  | 647  | 655  | 636  | 633  | 662  | 690  |

| 1994 | 1995 | 1996 | 1997 | 1998 | 1999 | 2000 | 2001 | 2002 |
| ---- | ---- | ---- | ---- | ---- | ---- | ---- | ---- | ---- |
| 696  | 735  | 749  | 752  | 750  | 771  | 802  | 831  | 853  |

| 2003 | 2004 | 2005 | 2006 | 2007 | 2008 | 2009  | 2010  | 2011 |
| ---- | ---- | ---- | ---- | ---- | ---- | ----- | ----- | ---- |
| 872  | 888  | 867  | 888  | 905  | 976  | 1 007 | 1 032 | 988  |

| 2012  | 2013  | 2014  | 2015  | 2016  | 2017  | 2018  | 2019  | 2020  |
| ----- | ----- | ----- | ----- | ----- | ----- | ----- | ----- | ----- |
| 1 020 | 1 013 | 1 038 | 1 088 | 1 186 | 1 246 | 1 274 | 1 309 | 1 313 |

| 2021  | 2022  | 2023  | 2024  | - | - | - | - | - |
| ----- | ----- | ----- | ----- | - | - | - | - | - |
| 1 360 | 1 375 | 1 425 | 1 422 | - | - | - | - | - |

Pour des raisons techniques, il est temporairement impossible d'afficher le graphique qui aurait dû être présenté ici.

## Culture locale et patrimoine

### Lieux et monuments
- Église Saint-Michel (Vichten)
- Chapelle Saint-Nicolas (Michelbouch)

### Patrimoine culturel
Au printemps 1994, un agriculteur souhaitant construire une nouvelle étable dans sa propriété découvre les restes d'une villa romaine. Prévenu anonymement par un ouvrier agricole, le musée d'Histoire Naturelle et d'Art démarre une campagne de fouilles qui mettront au jour une splendide mosaïque, baptisée « mosaïque romaine aux Muses de Vichten ». Représentant Homère et les neuf muses, elle est désormais exposée au musée d'Histoire Naturelle et d'Art de Luxembourg.

### Héraldique, logotype et devise
La commune de Vichten reçut ses armoiries le 5 janvier 1987.
Historiquement, Vichten faisait partie des domaines des seigneurs d’Useldange. Les premiers seigneurs d’Useldange avaient des armoiries avec dix barres d’argent et de gueules.
Par des héritages, Useldange (ainsi que d’autres possessions) revint aux margraves de Bade. Les armoiries de Bade sont représentées par une barre oblique de gueules dans le blason (elles étaient en partition avec une partie dextre en or chargé d’une barre oblique de gueules).
Après 1709, le domaine devint propriété des seigneurs d'Everlange dont les armoiries étaient d’azur à fasce d’argent accompagnée de deux étoiles d’or, l’une en pointe l’autre en chef.
Ces étoiles furent aussi incorporées de façon que les armoiries représentent les trois dynasties propriétaires avant 1792.